# Le Gorille (série littéraire)
Pour les articles homonymes, voir Gorille (homonymie).
Le Gorille est le surnom de Geo Paquet, héros d'une série de romans français de la collection Série noire d'Antoine Dominique dont une partie a été adapté pour une série de films réalisés par Bernard Borderie, Maurice Labro... et une série télévisée en 1990.
Il y a environ une soixantaine de titres écrits par Dominique Ponchardier sous le pseudonyme d'A.L. Dominique, puis Antoine Dominique édités aux éditions Gallimard, aux éditions Plon ou Le Livre de poche.
Dominique Ponchardier sous le pseudonyme d'Antoine Dominique a adapté lui-même ses romans en scénarios pour le cinéma dans les années 1950/1960.

## Le Gorille en Série noire, Éditions Gallimard
1. Le Gorille vous salue bien, N° 220, Paris, 1954,
2. Gaffe au Gorille !, N° 225, Paris, 1954
3. Trois Gorilles, N° 231, Paris, 1955
4. Gorille sur champ d'azur, N° 236, Paris, 1955
5. Le Gorille et le barbu, N° 245, Paris, 1955
6. La Valse des gorilles, N° 258, Paris, 1955
7. L'Archipel aux gorilles, N° 265, Paris, 1955
8. Le Gorille dans le Pot au noir, N° 269, Paris, 1955
9. Le Gorille sans cravate, N° 280, Paris, 1955
10. Le Gorille se mange froid, N° 287, Paris, 1955
11. Le Gorille en bourgeois, N°292, Paris, 1956
12. Le Gorille chez les Mandingues, N° 297, Paris, 1956
13. Poker Gorille, N° 302, Paris, 1956
14. Le Gorille et l'Amazone, N° 307, Paris, 1956
15. Le Gorille dans le cocotier, N° 312, Paris, 1956
16. Le Gorille compte ses abattis, N° 317, Paris, 1956
17. Entre le Gorille et les corses, N° 322, Paris, 1956
18. Couscous Gorille, N° 327, Paris, 1956
19. Le Gorille dans la sciure, N° 332, Paris, 1956
20. Le Gorille en bretelles, N° 337, Paris, 1956
21. Paumé le Gorille !, N° 342, Paris, 1956
22. Le Gorille se met à table, N° 347, Paris, 1956
23. Le Gorille bille en tête, N° 352, Paris, 1957
24. Le Gorille crache le feu, N° 362, Paris, 1957
25. Le Gorille dans la verdine, N° 372, Paris, 1957
26. Le Gorille au frigo, N° 382, Paris, 1957
27. Le Gorille en pétard, N° 387, Paris, 1957
28. Le Gorille et les pelouseux, N° 397, Paris, 1957
29. Le Gorille sans moustache, N° 407, Paris, 1957
30. Le Gorille tatoué, N° 417, Paris, 1958
31. Le Gorille chez les parents terribles, N° 427, Paris, 1958
32. Le Gorille dans le cirage, N° 437, Paris, 1958
33. Le Gorille en révolution, N° 460, Paris, 1958
34. Le Pavé du Gorille, N° 471, Paris, 1958
35. Le Gorille a du poil au cœur, N° 494, Paris, 1959
36. Le Gorille en fleurs, N° 505, Paris, 1959
37. Le Gorille en est-il ?, N° 528, Paris, 1959
38. Le Gorille a mordu l'archevêque, N° 552, Paris, 1960
39. La Peau du Gorille, N° 563, Paris, 1960
40. Trois Gorilles sur un bateau, N° 577, Paris, 1960
41. Le Gorille aux mains d'or, N° 606, Paris, 1960
42. Le Gorille et les sociétés secrètes, N° 637, Paris, 1961
43. Le Gorille enragé, N° 680, Paris, 1961

## 2esérie, édition Plon
1. Oiseaux de nuit, Paris, Plon, coll. Le Gorille no 1, 1978
2. Irish Micmac, Paris, Plon, coll. Le Gorille no 4, 1978
3. Tendre est mon chien cuit, Paris, Plon, coll. Le Gorille no 6, 1978
4. L'African Terror, Paris, Plon, coll. Le Gorille no 8, 1978
5. Apocalypse Bazar, Paris, Plon, coll. Le Gorille no 9, 1978
6. Sweet Lupanar, Paris, Plon, coll. Le Gorille no 11, 1979
7. Dans le baba, Paris, Plon, coll. Le Gorille no 13, 1979
8. Feu au derche, Paris, Plon, coll. Le Gorille no 15, 1979
9. La Buveuse de santé, Paris, Plon, coll. Le Gorille no 17, 1980
10. ...Jusqu'au cou, Paris, Plon, coll. Le Gorille no 19, 1980
11. Le Con pathétique, Paris, Plon, coll. Le Gorille no 21, 1980
12. Semoule et foies blancs, Paris, Plon, coll. Le Gorille no 23, 1981
13. Du sang dans le caviar, Paris, Plon, coll. Le Gorille no 25, 1981
14. Le Gorille et les Corses, Paris, Plon, coll. Le Gorille no 26, 1981
15. Le Gorille paumé dans le soleil, Paris, Plon, coll. Le Gorille no 27, 1982
16. Le Gorille et la mauvaise soupe, Paris, Plon, coll. Le Gorille no 29, 1982
17. Le Gorille et la môme éblouie, Paris, Plon, coll. Le Gorille no 30, 1982
18. Le Gorille et la très grande faute, Paris, Plon, coll. Le Gorille no 31, 1982
19. Le Gorille et l'inconnu aux yeux blancs, Paris, Plon, coll. Le Gorille no 32, 1983
20. Le Gorille chez les Popofs, Paris, Plon, coll. Le Gorille no 33, 1983
21. Le Gorille en cavale, Paris, Plon, coll. Le Gorille no 34, 1983

## Adaptations
- 1958 : Le Gorille vous salue bien; de Bernard Borderie, avec Lino Ventura dans le rôle-titre.
- 1959 : La Valse du Gorille; de Bernard Borderie, avec Roger Hanin dans le rôle-titre.
- 1962 : Le Gorille a mordu l'archevêque; de Maurice Labro, avec Roger Hanin dans le rôle-titre.

- 1990 : Le Gorille, série TV en 13 épisodes, plusieurs réalisateurs,  avec Karim Allaoui dans le rôle-titre.
  - 1. Le Gorille dans le pot au noir (Patrick Jamain)
  - 2. Le Gorille enrage (Jean-Claude Sussfeld)
  - 3. Le Gorille sans cravate (Édouard Molinaro)
  - 4. La peau du Gorille (Édouard Molinaro) ;
  - 5. Le Gorille chez les Mandingues (Denys Granier-Deferre)
  - 6. Le Gorille dans le cocotier (Maurizio Lucidi)
  - 7. Le Gorille et l’Amazone (Duccio Tessari)
  - 8. Le pavé du Gorille (Roger Hanin) ;
  - 9. Le Gorille et le barbu (Jean-Claude Sussfeld)
  - 10. Le Gorille poker (Peter Patzak)
  - 11. Le Gorille se mange froid (Édouard Molinaro)
  - 12. Le Gorille et les Corses (Josef Rusnak) ;
  - 13. Le Gorille compte ses abattis de Jean Delannoy.